# Dzięcioł brazylijski
Dzięcioł brazylijski (Celeus obrieni) – gatunek średniej wielkości ptaka z rodziny dzięciołowatych (Picidae), występujący w Brazylii. W Czerwonej księdze gatunków zagrożonych IUCN klasyfikowany jest jako gatunek narażony (VU, Vulnerable). Jego populację szacuje się na mniej niż 6000 dorosłych osobników.

## Systematyka
Takson ten jako pierwszy opisał amerykański ornitolog Lester Short w 85. tomie „The Wilson Bulletin” wydanym w 1973 roku. Autor uznał go za podgatunek dzięcioła rdzawoczubego i nadał mu nazwę Celeus spectabilis obrieni. Holotypem była dorosła samica odłowiona w sierpniu 1926 roku przez E. Kaempfera w Iruçui nad rzeką Parnaíba w brazylijskim stanie Piauí; okaz ten znajduje się w zbiorach Amerykańskiego Muzeum Historii Naturalnej. Przez kolejne lata dzięcioł brazylijski wciąż uznawany był za podgatunek dzięcioła rdzawoczubego, występującego w zachodniej części Ameryki Południowej; dopiero w 2003 roku South American Classification Committee wyodrębniła go jako osobny gatunek w oparciu o różnice w morfologii, zajmowanie innego biotopu oraz znacznie od siebie oddalone zasięgi występowania obu tych taksonów. Jest uznawany za gatunek monotypowy.

### Etymologia
- Celeus: gr. κελεος keleos „zielony dzięcioł”[11]
- obrieni: od nazwiska amerykańskiego ornitologa Charlesa E. O’Briena (1905–1987)[12], który pokazał Shortowi okaz uznany później za holotyp[5].

## Morfologia
Średniej wielkości dzięcioł o stosunkowo krótkim, prostym dziobie w kolorze bladożółtym lub kremowym. Tęczówki czarne, wokół oka naga, niebieskoszara skóra. Nogi silne, szarawe. Pióra głowy tworzą charakterystyczny krzaczasty czub. Głowa w kolorze rdzawoczerwonym. Samce mają jasnoczerwony obszar w okolicach policzków i za okiem, który nie występuje u samic. Podbródek i gardło w tym samym kolorze co cała głowa. Przednia część szyi i górna część piersi czarna. Górna część ciała, kuper, górne pokrywy skrzydeł i grzbiet koloru od żółtego do kremowego lub płowożółtego. Na pokrywach czarne prążki, których ilość i wielkość zwiększa się na lotkach drugiego rzędu. Lotki pierwszego rzędu kasztanowe z ciemniejszymi obrzeżami. Ogon czarny. Długość ciała 26,5–38 cm, masa ciała 85–105 g.

## Zasięg występowania
Dzięcioł brazylijski występuje we wschodniej i północno-wschodniej Brazylii w stanach Maranhão, Piauí, Tocantins, Goiás i południowo-wschodniej części Mato Grosso. Jest gatunkiem osiadłym.

## Ekologia
Jego głównym habitatem są lasy i zadrzewienia ekoregionu Cerrado, szczególnie otwarte lasy galeriowe i lasy z palmą babassu Attalea speciosa. Preferuje lasy z połaciami roślinności bambusowej, zwłaszcza z gatunku Guadua paniculata. Odżywia się głównie mrówkami z gatunków Camponotus depressus i Azteca fasciata; wykuwa dziury w łodygach bambusów i wyciąga mrówki ze znajdujących się wewnątrz gniazd.

### Rozmnażanie
Nieliczne obserwacje podlotów sugerują, że okres rozrodczy rozpoczyna się z nadejściem pory suchej na przełomie czerwca i lipca. Brak dalszych informacji na ten temat.

## Status
W Czerwonej księdze gatunków zagrożonych IUCN dzięcioł brazylijski po raz pierwszy został sklasyfikowany w 2007 roku jako gatunek krytycznie zagrożony (CR, Critically Endangered), w 2011 roku klasyfikacja została zmieniona na gatunek zagrożony (EN, Endangered). W 2018 roku, po odkryciu nowych stanowisk występowania, klasyfikację obniżono do gatunku narażonego (VU, Vulnerable). Liczebność populacji szacowana jest na mniej niż 6000 dorosłych osobników, ptak ten opisywany jest jako bardzo rzadki. Zasięg jego występowania według szacunków organizacji BirdLife International obejmuje około 861 tys. km². Trend liczebności populacji uznawany jest za spadkowy ze względu na utratę siedlisk przede wszystkim spowodowaną wylesianiem.